# 雪莉 (密蘇里州)
雪莉（英語：Shirley）是位於美國密蘇里州華盛頓縣的非建制地區。

## 歷史
雪莉的郵局於1894年設立，其後於1955年停運。

## 地理
雪莉所處的海拔為高於海平面271米（即889英呎），而該地所採用的時區為UTC-6，即北美中部時區（CST）。同時該地設有夏令時間，為UTC-6調快一小時，即UTC-5（CDT）。